# Bahnstrecke Mellansel–Örnsköldsvik
| Neuer Bahnhof Örnsköldsvik C |                                                  |                                                                     |                                           |
| Kursbuchstrecke: | 38 (1982)                                        |                                                                     |                                           |
| Streckenlänge: | 29,9 km                                          |                                                                     |                                           |
| Spurweite: | 1435 mm (Normalspur)                             |                                                                     |                                           |
| Stromsystem: | 15 kV 16 2/3 Hz ~                                |                                                                     |                                           |
| Maximale Neigung: | 16 ‰                                             |                                                                     |                                           |
| Streckengeschwindigkeit: | Bandel 149 (Mellansel)–(Örnskölsviks C): 80 km/h |                                                                     |                                           |
| |                                                  |                                                                     |                                           |
| \| \| \| von Bräcke \| \| \| \| 736,786 \| Mellansel \| 64 m ö.h. \| \| \| \| nach Vännäs \| \| \| \| 738,925 \| Brandtjäl (1929–17. Juni 1974) \| 65 m ö.h. \| \| \| 742,188 \| Rösåsberget (1927–17. Juni 1974) \| 96 m ö.h. \| \| \| 745,677 \| Moliden (1. Jan. 1893–1. Okt. 1922 Moelfven, Hst 1934–1. Juni 1986) \| 48 m ö.h. \| \| \| 746,826 \| Mokyrka (1922–24. Sept. 1967) \| 33 m ö.h. \| \| \| \| Moälven (50 m) \| \| \| \| 749,077 \| Västeralnö (1935–24. Sept. 1967) \| 16 m ö.h. \| \| \| 750,693 \| Österalnö (1927–1. Juni 1986 Pers.-Halt) \| 4 m ö.h. \| \| \| 752,30 \| Forsån (1955–24. Sept. 1967) \| 11 m ö.h. \| \| \| 753,80 \| Västerhusänge (1954–30. Mai 1976) \| 30 m ö.h. \| \| \| 754,787 \| Västerhus (16. Aug. 1893–1. Juni 1986) \| 34 m ö.h. \| \| \| 758,661 \| Själevad (1. Nov. 1892–28. Mai 1989, ab 1984 Hst) \| 11 m ö.h. \| \| \| 760,20 \| Översjäla (1. April 1905–1. Okt. 1977) \| 15 m ö.h. \| \| \| 763,30 \| Tvillingsta (1932–17. Juni 1974) \| 34 m ö.h. \| \| \| \| Industriegleis nach Gullänget und Svartby \| \| \| \| \| nach Umeå \| \| \| \| 764,618 \| Örnsköldsvik Västra (15. Mai 1929–28. Mai 1989) \| 17 m ö.h. \| \| \| 765,600 \| Örnsköldsvik C \| 5 m ö.h. \| \| \| \| nach Västeraspby \| \| \| \| 766,536 \| Industriegleis Domsjö \| Industriegleis Domsjö \| \| \| \| \| \| \| Quellen: [2] \| \| \| \| |                                                  |                                                                     |                                           |
| Strecke |                                                  | von Bräcke                                                          | von Bräcke                                |
| Dienststation / Betriebs- oder Güterbahnhof | 736,786                                          | Mellansel                                                           | 64 m ö.h.                                 |
| Abzweig geradeaus und nach links |                                                  | nach Vännäs                                                         | nach Vännäs                               |
| ehemaliger Haltepunkt / Haltestelle | 738,925                                          | Brandtjäl (1929–17. Juni 1974)                                      | 65 m ö.h.                                 |
| ehemaliger Haltepunkt / Haltestelle | 742,188                                          | Rösåsberget (1927–17. Juni 1974)                                    | 96 m ö.h.                                 |
| ehemaliger Bahnhof | 745,677                                          | Moliden (1. Jan. 1893–1. Okt. 1922 Moelfven, Hst 1934–1. Juni 1986) | 48 m ö.h.                                 |
| ehemaliger Haltepunkt / Haltestelle | 746,826                                          | Mokyrka (1922–24. Sept. 1967)                                       | 33 m ö.h.                                 |
| Brücke über Wasserlauf |                                                  | Moälven (50 m)                                                      | Moälven (50 m)                            |
| ehemaliger Haltepunkt / Haltestelle | 749,077                                          | Västeralnö (1935–24. Sept. 1967)                                    | 16 m ö.h.                                 |
| Dienststation / Betriebs- oder Güterbahnhof | 750,693                                          | Österalnö (1927–1. Juni 1986 Pers.-Halt)                            | 4 m ö.h.                                  |
| ehemaliger Haltepunkt / Haltestelle | 752,30                                           | Forsån (1955–24. Sept. 1967)                                        | 11 m ö.h.                                 |
| ehemaliger Haltepunkt / Haltestelle | 753,80                                           | Västerhusänge (1954–30. Mai 1976)                                   | 30 m ö.h.                                 |
| ehemaliger Bahnhof | 754,787                                          | Västerhus (16. Aug. 1893–1. Juni 1986)                              | 34 m ö.h.                                 |
| ehemaliger Bahnhof | 758,661                                          | Själevad (1. Nov. 1892–28. Mai 1989, ab 1984 Hst)                   | 11 m ö.h.                                 |
| ehemaliger Haltepunkt / Haltestelle | 760,20                                           | Översjäla (1. April 1905–1. Okt. 1977)                              | 15 m ö.h.                                 |
| ehemaliger Haltepunkt / Haltestelle | 763,30                                           | Tvillingsta (1932–17. Juni 1974)                                    | 34 m ö.h.                                 |
| Abzweig geradeaus und ehemals nach links |                                                  | Industriegleis nach Gullänget und Svartby                           | Industriegleis nach Gullänget und Svartby |
| Abzweig geradeaus und von links |                                                  | nach Umeå                                                           | nach Umeå                                 |
| ehemaliger Bahnhof | 764,618                                          | Örnsköldsvik Västra (15. Mai 1929–28. Mai 1989)                     | 17 m ö.h.                                 |
| Bahnhof | 765,600                                          | Örnsköldsvik C                                                      | 5 m ö.h.                                  |
| Abzweig geradeaus und nach rechts |                                                  | nach Västeraspby                                                    | nach Västeraspby                          |
| | 766,536                                          | Industriegleis Domsjö                                               | Industriegleis Domsjö                     |
| |                                                  |                                                                     |                                           |
| Quellen: |                                                  |                                                                     |                                           |

Die Bahnstrecke Mellansel–Örnsköldsvik ist eine eingleisige, elektrifizierte Bahnstrecke in Schweden.

## Geschichte
Im August 1891 beschloss das schwedische Parlament, eine Bahnstrecke vom Bahnhof Mellansel an der Stambanan genom övre Norrland (Boden–Bräcke) nach Örnsköldsvik zu bauen. Für den Bau wurden 1,823 Millionen Kronen bereitgestellt. Von dieser Summe wurden zudem die Fahrzeuge beschafft. Im Bahnhof Mellansel begann die neue Strecke auf einem gesonderten Gleis, ein direkter Übergang von der Strecke Boden–Bräcke aus Richtung Bräcke war nur mit Rangieraufwand möglich. Dies änderte sich erst am 2. Mai 1977 nach dem Umbau des Bahnhofes Mellansel.
Bereits am 1. November 1892 konnte die 29 km lange Strecke in Betrieb genommen werden. Zuerst fuhren drei Zugpaare, 1930 sind vier Zugpaare im Fahrplan enthalten. Mit der Errichtung des Bahnhofs Örnsköldsvik Västra am 15. Mai 1929 wurde der Bahnhof Örnsköldsvik in Örnsköldsvik Central umbenannt.
1957 wurde zwischen Tvillingsta und Örnsköldsvik Västra ein vier Kilometer langes Anschlussgleis nach Gullänget und Svartby angelegt, das durch einen Tunnel unter dem Åsberget verlief. In Gullänget wurde das 1899 gegründete Unternehmen AB Hägglund & Söner, Örnsköldsviks wichtigster Industriebetrieb, an das Schienennetz angeschlossen. Das Unternehmen baute in späteren Jahren U-Bahnen. Heute gehört die Firma zu BAE Systems und produziert Panzer. Mit dem Bau der Botniabahn wurde diese Strecke eingestellt, die Bedienung erfolgt nun über den Bahnhof Örnsköldsvik norra.
Der Verkehr mit Nahverkehrszügen endete 1987. Am 25. Mai 1989 wurde die Nachtzugverbindung mit einem Schlafwagen von Stockholm nach Örnsköldsvik und damit der gesamte Personenverkehr eingestellt. Erst am 9. Januar 1998 wurde die Strecke auf elektrischen Betrieb umgestellt.
Seit August 2010 verkehrt wieder ein Nachtzugpaar von Stockholm/Göteborg nach Luleå auf der Strecke. Der Güterverkehr wird von Green Cargo und Hector Rail durchgeführt und besteht hauptsächlich aus Holz für die Zellstoff- und Papierindustrie in Domsjö und Husum. Seit Herbst 2010 wird Örnsköldsvik wieder von Reisezügen im Regionalverkehr über die Botniabahn von Umeå her bedient. Seit 2011 nach Inbetriebnahme des südlichen Teils der Botniabahn und des Ausbaus der Ådalsbana wird Örnsköldsvik von Härnösand her im Personenverkehr bedient.

## Besonderes
Am Varvsberget in Örnsköldsvik überquert die Bahn den Auslaufhang der Skisprungschanze.